# Eficiencia económica
En economía, economía política, ciencia política, etc, se puede definir eficiencia económica como la eficiencia con la cual un sistema económico utiliza los recursos productivos a fin de satisfacer sus necesidades. De acuerdo a Todaro el concepto significa en materias de “producción, utilizar los factores de producción en combinaciones de menor coste, en consumo, asignación de gastos que maximicen la satisfacción ( utilidad) del consumidor”
Una definición alternativa se refiere al uso de los recursos a fin de maximizar la producción de bienes y servicios.
Se dice que un sistema económico es más eficiente que otro (en términos relativos) si provee más bienes y servicios para la sociedad utilizando los mismos recursos económicos. En términos absolutos, la situación puede ser llamada económicamente eficiente si:
- Nadie puede mejorar su situación sin que empeore la de algún otro. (ver Eficiencia de Pareto)
- No puede obtenerse producción adicional sin aumentar la cantidad de insumos. (eficiencia asignativa)
- El producto se obtiene al costo por unidad más bajo posible. (eficiencia técnica o productiva)

## Criterios y conceptos asociados
La eficiencia económica general se puede descomponer en o, alternativamente, se puede argüir que hay varios criterios alternativos para medirla o evaluarla. Esos incluyen:
- Eficiencia asignativa
- Eficiencia productiva o técnica.
- Eficiencia distributiva.
- Eficiencia de Pareto
- Eficiencia de Kaldor e Hicks
- Eficiencia social[3] aquella que considera la totalidad de los costos y beneficios de una sociedad, incluyendo los costos de oportunidad y externalidades, etc, del estado, individuos, organismos sin fines de lucro, etc. De uso general en microeconomía[4] disciplina en la cual se considera se logra en el punto en el cual los beneficios marginales sociales igualan el costo marginal social.

Términos o conceptos frecuentemente asociados con eficiencia incluyen maximización o incremento en productividad,   rentabilidad, competitividad, beneficio económico, análisis de coste beneficio, etc.

## Teoría

Ejemplo de cálculo -siguiendo a Cournot- de maximización de ganancia (curva TR). Dado que ventas totales (línea AR) aumentan con disminución de precios, sigue que Ingresos marginales (línea MR) divergen, aumentando más lentamente. Nótese que ganancia/ingreso total es 0 tanto a máximo de precios (debido a no venta) como a “venta total” (no precios) sigue que la maximización de ganancia se encuentra en algún punto intermedio, específicamente (y asumiendo costos de producción constante, en este caso 0): en el punto que línea MR cruza el eje de cantidad (disminuye a 0). A partir de eso, ventas adicionales -a menor precio- disminuyen la ganancia.

El origen del concepto, tal como se lo concibe actualmente,  eJules Dupuit, quienes introdujeron, respectivamente, los conceptos de maximización de ganancia (o beneficio) empresarial y social.
Sin embargo, la percepción que, por lo menos, uno de los objetivos de la economía se relaciona con el aumento de la producción ha estado presente desde los comienzos de la disciplina.  Autores utilizaban términos tales como aumento de producto o producción, incremento en la productividad ya sea de máquinas específicas o del sistema en general, etc.  Así, por ejemplo, James Mill escribió, en 1808,: “Si el poder de compra de una nación se mide exactamente por el producto anual... lo más que se incrementa el producto anual, lo más que por ese mismo acto se expande el mercado nacional, el poder de compra y las compras reales de la nación”.
En el presente hay dos posiciones o escuelas principales en el pensamiento económico en relación con la eficiencia económica del sistema en general, las que destacan, respectivamente, las distorsiones creadas por los gobiernos (y reducidas por la disminución de la participación del gobierno) y las que enfatizan las distorsiones creadas por los mercados (y reducido por el aumento de la participación del gobierno). Estas posiciones se encuentran a veces en competencia, a veces complementariamente - por ejemplo, en debates acerca de nivel de participación del gobierno en general, o los efectos de la participación específica del gobierno.
Además, hay diferencias de opinión sobre la eficiencia microeconómica como diferente o incluso opuesta a la macroeconómica, algunos abogando por un papel más importante para el gobierno en un ámbito u otro.

## Problemática; escuelas y debate
La problemática de la eficiencia está relacionada y ha dado origen a una serie de debates de mayor importancia en el desarrollo de las ciencias tanto económica como políticas.
Central a ese debate es la concepción de eficiencia y sus causas.  Por ejemplo, y a primera vista, parece obvio que sociedades modernas "producen más" — satisfacen más y mejor necesidades— que sociedades anteriores. Pero ¿cuál es la medida objetiva de tal percepción intuitiva? en cuales bases podemos basar tal observación?. Que y como medimos para determinar ese "progreso"? Dependiendo de concepciones anteriores la respuesta diferirá.
Desde este punto de vista general, la eficiencia es una de las metas competitivas que caracterizan las propuestas generales acerca de sistemas económicos.
Distintas nociones o criterios de evaluar eficiencia pueden ser complementarios o contradictorios. Consecuentemente existe un debate tanto sobre los efectos de las políticas específicas como acerca de cuales objetivos deben ser perseguidos, los pesos relativos que deben ser asignados a esos diferentes objetivos, sacrificios a ser aceptados, el como medirla, etc:
Así, por ejemplo, en la economía del bienestar, eficiencia a menudo es concebida como la distribución del producto económico -o distribución de los beneficios de las actividades económicas- entre los miembros de la sociedad. Por otra parte, Frederick Winslow Taylor concibe eficiencia simplemente como la disminución al mínimo (minimizacion) del tiempo de trabajo necesaria para elaborar un producto dado.
Otro gran debate se da en relación con el contraste o complementación de la eficiencia con criterios, vistos como imprescindibles para la existencia más general de un bienestar social, tales como libertad y justicia.  Algunas políticas económicas pueden ser vistas como aumentando la eficiencia, pero a costa de la libertad o la justicia, mientras que otras argumentan que aumentan tanto la eficiencia como libertad y justicia.
Desde este punto de vista el debate se da principalmente entre quienes perciben las fallas del sistema como debidas a falta de coordinación, tanto en el uso como en el objetivo de ese uso de los factores de producción  y quienes perciben el gobierno como responsable principal de esas fallas, a ser corregidas si el gobierno limita su acción.
Los proponentes de la noción del gobierno limitado, derivan principalmente de la tradición filosófica de John Locke. Ellos proponen, a partir del siglo XVIII, que ese modelo económico protege el derecho de propiedad privada o "individual" (considerado en esta perspectiva como fundamental); por lo que es inherentemente no solo más eficiente sino justo. Sin embargo para algunos - por ejemplo Friedrich August von Hayek - el mercado libre es el único que puede ser eficiente, sea o no “justo”. Para otros, tal sistema es simplemente más ético, independientemente de si es o no más eficiente.
En esta perspectiva la eficiencia se deriva del esfuerzo individual por maximizar beneficios y reducir costes. Como consecuencia, ciertos tipos de comportamientos se generalizaran en la sociedad (por ejemplo, la gente escogerá aquellos bienes o comportamientos que provean el máximo beneficio con el mínimo de esfuerzo). Para algunas corrientes subjetivistas dentro de esta aproximación general, esos beneficios y costos no son comparables a través de una sociedad: el beneficio o costo para cada individuo es cuestión personal -por ejemplo, en cada intercambio de mercado cada participante ofrece algo que el valúa menos que lo que intenta obtener- lo que significa que la única comparación posible es de precios, pero esa comparación no es ni absoluta ni generalizable a fin de obtener “resultados sociales” que no sean arbitrarios o contradictorios. Sigue que no puede haber soluciones “más eficientes” "en general" a problemas económicos, válidas para todos y en todo momento.
Lo anterior lleva a una concepción de eficiencia social aumentando si y solo si la libertad de los individuos para actuar económicamente aumenta: si cada individuo efectúa solo cambios voluntarios en el mercado, todos se sentirán mejor.  Esto da origen a una variedad de posiciones "subjetivistas" de eficiencia, generalmente expresadas en concepciones tradicionales de las Teoría de la elección pública; de acuerdo a las cuales, el concepto de utilidad, tal como es utilizado en economía “no tiene nada que ver con el bienestar individual, social o del grupo, lo que sea que se suponga ese último término signifique”
Consecuentemente y a nivel económico práctico, la única medida de interés de la eficiencia es el análisis de coste-beneficio en un momento y para una situación dada.
Los proponentes actuales de esta versión del liberalismo económico  están particularmente asociados con escuelas económicas tales como la escuela austriaca; el monetarismo, y, más en general, algunas versiones de la teoría de la elección racional y de la teoría de la elección social.
Los defensores de un papel del gobierno siguen una variedad de aproximaciones que van desde propuestas socialistas a las generalmente descritas como de economía mixta.
Entre las escuelas socialistas las más conocidas son las derivadas del Marxismo. Simplificando al máximo -y usando un lenguaje que no siempre se encuentra en los textos- esta escuela puede ser descrita como sugiriendo que el capitalismo es eficiente en la medida que aumenta extraordinariamente la producción. Pero no lo es en la medida que la distribución de los beneficios o producto de esas actividades se hace en función de posesión del dinero. Esa situación lleva a crisis cíclicas que constituyen derroche, situación que se agudiza en la medida que, en la opinión de Marx, esa riqueza se acumula.  Así, desde este punto de vista, si bien el capitalismo es más eficiente (aumenta la producción y riqueza general) en relación con modos de producción previos,  no lo es en términos absolutos o, especialmente, incrementales. El capitalismo será, por su propia dinámica de acumulación, superado por una nueva forma o modo de producción que, dado que producirá sobre la base de satisfacer necesidades,  aumentara producción y reducirá el derroche.  Ese nuevo modo de producción se basara en el control (propiedad) social de los factores de producción que permitirán que el producto de la actividad económica sea distribuido a todos, lo que aumentara en forma aún más extraordinaria la producción. (ver Socialización de los medios de producción).
Se ha alegado que si bien esa percepción es interesante y provee percepciones generales (tales como las mencionadas) indispensables para aproximarse y analizar en general fenómenos económicos, puede llevar fácilmente a errores y o malas interpretaciones, dado que está basada en conceptos que en el presente se consideran no propiamente definidos, basados en generalizaciones no demostradas.  Consecuentemente en el presente esta escuela se expresa generalmente  -en términos estrictamente económicos- como una "sensibilidad" a ciertos problemas y puntos de vista
.
Una versión política corriente de esa sensibilidad se encuentra en las propuestas derivadas de la sugerencia de Eduard Bernstein (ver socialdemocracia): el socialismo será producto no tanto del desarrollo inevitable de los procesos económicos sino de una decisión política, derivadas o basadas en la demostración por parte de gobiernos (socialistas) que políticas que incrementen el control social de los factores de producción inducen resultados más eficientes en términos de aumentar el bienestar social (ver Estado del bienestar).
La otra gran corriente dentro de las propuestas   intervencionista  están influidas por el liberalismo económico de Bentham y Stuart Mill, específicamente, por el “principio de utilidad” propuesto por Bentham: “la mayor utilidad para la mayor cantidad de personas”   (utilidad siendo “La propiedad de un objeto por la cual tiende a producir beneficio, ventaja, placer, bien o felicidad”  (ver utilitarismo). Desde este punto de vista, se puede argüir que una economía es eficiente en la medida que produce la mayor “satisfacción” o “utilidad” posible para los participantes en sus actividades.
Ejemplos de esa percepción son, particularmente en los Estados Unidos y Canadá la llamada Escuela institucionalista (norte)americana. En el Reino Unido, Australia y Nueva Zelanda, corrientes asociadas, a nivel macroeconómico, con el keynesianismo. En Francia, el dirigismo,.  En países tales como Japón, Corea del Sur, Taiwán, etc, una versión del dirigismo denominada Planificación indicativa (que se diferencia del dirigismo propiamente tal en que permite al estado un rol más activo o intervencionista), etc.
Un problema central para estas escuelas es la de como podemos medir esa utilidad o satisfacción. Esto dio origen a una compleja serie de debates y tentativas que culminaron en las concepciones de la escuela neoclásica de una utilidad ordinal individualista pero comparable a nivel social. basadas en la idea que un individuo racional debe actuar “como si” hiciera comparación interpersonales de utilidad en sus decisiones, incluso si la información de que dispone no es la suficiente para hacer tal tarea sobre una base objetiva (vale decir: un individuo racional debe asumir que, al igual que el, otros también buscan aumentar el bienestar tanto propio como general), lo que hace posible la mantención del criterio benthamiano para concebir eficiencia: aquello que aumenta el bienestar de todos. Esto hado origen a versiones alternativas a las mencionadas de las teoría de la elección racional y de la teoría de la elección social
Un momento importante en ese debate fue la introducción del concepto de Eficiencia de Pareto, ampliamente utilizado en el presente y según el cual una situación determinada es eficiente si no se puede modificar sin hacer peor la situación de por lo menos uno de los integrantes.  Esta aproximación es generalmente aceptada en la práctica económica actual, pero se ha argumentado que es tanto imprecisa como que demanda o impone un criterio de unanimidad tal que la hace inviable: ninguna modificación podría ser implementada a menos que absolutamente todos estén de acuerdo. (ver "Uso y consideraciones técnicas" en Eficiencia de Pareto). Esto ha llevado a varias otras tentativas de conceptualizar eficiencia.
En la práctica económica actual tal tentativa se concreta en la propuesta marginalista de Abba Lerner: no sabemos ni podemos medir absolutamente cual es el bienestar o placer que cualquier individuo deriva de un bien determinado, Pero podemos conocer el “bienestar marginal” que de ese bien se deriva observando por cuales otros bienes está dispuesto a cambiarlo. Si un individuo cambia un bien A por el bien B de otro, sabemos que tanto el uno como el otro consideran el cambio ventajoso.
A partir de lo anterior Lerner introduce tres conceptos diferentes: Eficiencia asignativa (la medida de la utilidad o beneficio general derivado de la distribución de los recursos. Se logra por la asignación de los recursos de forma que incrementen el bienestar general). Esa eficiencia asignativa se puede concebir como encompasando dos elementos: Eficiencia técnica o de producción: la medida de la efectividad en el uso de los recursos o con la cual esos recursos se utilizan para obtener resultados. Eso se logra por el traslado de cualquier recurso desde cualquier punto en el cual el valor de su producto marginal es menor a uno en el cual es mayor). Eficiencia distributiva (la eficacia con la cual los bienes y servicios son distribuidos a aquellos que los necesitan u obtienen la mayor utilidad de los mismos).
La posición de Lerner puede ser considerada como ejemplo de la sensibilidad derivada de posiciones socialistas, sensibilidad por la cual Lerner estaba influido, como su participación en el debate sobre el cálculo económico en el socialismo demuestra, pero su crítica a Marx era fuerte y, consecuentemente, Lerner adoptó posiciones más keynesianas.
Tanto Larner como Keynes, Samuelson y otros argumentan que intervención gubernamental es necesaria para aumentar la eficiencia.  Desde este punto de vista eficiencia es concebida como refiriéndose a la asignación óptima, tanto de recursos como de resultados, a fin de evitar derroches. Parafraseando, no se puede aducir que un sistema económico es eficiente a menos que tanto use los recursos a fin de producir el máximo de resultados como distribuir ese resultado a quienes obtienen de ellos el mejor provecho o hacen el mejor uso.
Entre posiciones "intermedias" encontramos, por un lado, y desde la década del 30 del siglo XX, los partidarios del ordoliberalismo, quienes argumentan que el mercado libre es el sistema más económicamente eficiente, pero que en sí mismo no es uno que posea calidades éticas. Desde este punto de vista, el sistema económico es un instrumento técnico que puede ser usado por la sociedad para producir riqueza, pero es un instrumento que necesita ser “hecho ético” a través de políticas sociales suplementarias.
El ejemplo que uno de los fundadores de la escuela - el profesos Vanberg- ofrece sirve para clarificar: considérese una carrera. Todos aceptamos en principio, para desarrollar el argumento, competencias que se basen y/o reflejen esfuerzo y sacrificio personal. Se puede incluso alegar que tales competiciones conducen a una mejora general.  Pero una competición que permita trampas, etc, sería no solo injusta sino que difícilmente se podría argumentar conduce a resultados que mejoren la sociedad. En otras palabras, competiciones necesitan un marco institucional para producir resultados realmente beneficiales (es decir, tanto mejores como justos).  Desde este punto de vista, intervención estatal es no solo un coste aceptable para el aumento de la libertad y la justicia, sino condición indispensable para el aumento de eficiencia económica, en la medida que la eliminación de trampas y otras injusticias promueve la eficacia como ruta principal de éxito.
En la actualidad una nueva concepción está influyendo estas aproximaciones: el maximín de John Rawls, que busca incrementar tanto la equidad y la libertad como la producción económica: justice as fairness (justicia como equidad o imparcialidad). Dentro de esa visión general Rawls introduce dos principios, el de libertad y el de diferencia. “En Rawls, este principio de la diferencia expresa un sentido de amistad cívica y de solidaridad moral que incluye la igualdad en la estimación social y excluye todo tipo de hábitos de privilegios o servilismos. El principio de la diferencia corresponde a la idea de la fraternidad porque incluye la necesidad de no querer mayores ventajas a menos que beneficien a los peor situados”.   Esto introduce una especie de criterio de Pareto modificado o Criterio de Rawls: “El principio de la diferencia impediría estas desigualdades profundas al hacer trabajar toda desigualdad a favor de los menos favorecidos, optando por una distribución eficaz, a saber, aquella que no es posible reformar sin empeorar las expectativas de al menos uno; el peor situado.  La igualdad de oportunidades, por su parte, garantizaría la justicia de esta distribución.”  (“Vale destacar que si bien este criterio en general no es aceptado por economistas,  ha sido ampliamente utilizado en numerosas investigaciones”).

## Principales visiones actuales
La opinión más extendida en el presente  — a nivel macroeconómico y basada en la Condición de Samuelson — es que la eficiencia es máxima (es decir, se utiliza el máximo de recursos y todos aumentan su bienestar) cuando se combinan las ventajas del mercado libre con las de intervención estatal. En otras palabras, que las economías mixtas o de planificación indicativa son por lo general más eficientes que otras alternativas conocida, dado que permiten combinar las ventajas del mercado libre con las de la participación del gobierno  (a través de la política fiscal y política monetaria) para contrarrestar el ciclo económico y así incrementar la eficiencia económica. - Se argumenta esa combinación es la que da el mejor resultado para todos los miembros de la sociedad tanto a nivel estrictamente material como en cuestiones de libertad y justicia. En las palabras de Joseph E. Stiglitz:
El verdadero debate hoy en día gira en torno a encontrar el balance correcto entre el mercado y el gobierno. Ambos son necesarios. Cada uno puede complementar al otro. Este balance será diferente dependiendo de la época y el lugar.
En macroeconomía en general, la eficiencia general es usualmente medida a través del criterio de Eficiencia de Pareto o el criterio de Eficiencia de Kaldor e Hicks.
El primer teorema fundamental del bienestar proporciona una base para la creencia en la eficiencia de las economías de mercado, ya que establece que todo equilibrio económico obtenido a través de la competencia perfecta es Pareto eficiente (es decir, lleva a una asignación eficiente de los recursos económicos de acuerdo a ese criterio). Sin embargo, este resultado sólo es válido si es que las condiciones de competencia perfecta están presente, lo que no es una situación real.  Greenwald y Stiglitz demostraron (en el llamado Teorema de la Asimetría de la información) que, en la presencia ya sea de información imperfecta o mercados no perfectamente competitivos, el resultado del mercado no es eficiente en términos de Pareto. Sigue que en la mayoría de las situaciones de la economía en el mundo real, los efectos de esas desviaciones de las condiciones ideales deben ser tomadas en cuenta.
Aún más, la eficiencia de Pareto es una noción mínima de optimalidad y no necesariamente resulta, produce o implica una distribución socialmente deseable de los recursos, ya que no hace ninguna declaración sobre la igualdad o el bienestar general de una sociedad.

### Microeconomía
A nivel microeconómico, el debate mencionado entre proponentes del laissez faire y la regulación, para reducir las imperfecciones y fallos del mercado, se expresa a varios niveles.
Por ejemplo, los oponentes de la acción estatal argumentan que tal acción implica políticas redistributivas y que tales políticas son inherentemente ineficientes. Este punto es ejemplificado a través de la metáfora del balde que gotea: se concibe el ingreso o la riqueza como agua a ser distribuida entre los individuos, y la ineficiencia como perdidas. Arthur M. Okun propone que la redistribución es inherentemente ineficiente (perdidas desde el balde) y muchos entre quienes adoptan esa percepción sugieren que además cualquier tentativa de redistribución es injusta.
Otro aspecto se relaciona con propuestas acerca de las externalidades, específicamente, propuestas relacionadas con su "internalización": por ejemplo, hacer a quienes se benefician (en el caso de las positivas, tales como la educación) o responsables (en el caso de las negativas, tales como la polución) pagar por ellas.
En general, y a este nivel, los análisis de coste-beneficio (formalizado por Alfred Marshall)  son empleados para cuestiones de eficiencia, tanto en relación con asignación de recursos públicos,  como privados. (por ejemplo, para determinar la eficiencia de alguna empresa determinada).
Sin embargo ese nivel de análisis puede llevar a propuestas de reforma microeconómica —encaminadas a reducir la “distorsión del mercado” y aumentar así la eficiencia económica— Sin embargo, no existe a este nivel una base teórica suficiente para la creencia de que la eliminación de tales distorsiones siempre aumentara la eficiencia económica, el Teorema de la segunda opción o Teoría del Segundo Mejor  (Theory of the second best en inglés) sugiere que si hay alguna distorsión del mercado en un sector, tentativas de mejoramiento puede disminuir la eficiencia en otro.
Lo anterior sugiere que a nivel microeconómico, la intervención estatal tiene un rol limitado.

## General
Todo lo anterior parece implicar que incluso una situación que satisfaga la condición de Samuelson no será totalmente eficiente: cualquier implementación de políticas económicas tendrá por lo menos algunas deficiencias a nivel micro.
En los últimos años, y a partir de la generalización de la problemática derivada de la Paradoja de Arrow y la Paradoja del liberal paretiano de Sen, algunos autores sugieren un conflicto central entre eficiencia y democracia posición que, en el caso de Anthony de Jasay es resumida por Álvaro Delgado-Gal como teniendo el propósito de promover “sistemas autoritarios más eficientes en lo económico y donde estén garantizados el imperio de la ley y el mercado.”. Anticipándose a tales propuestas Sen argumenta que si bien la democracia no asegura el desarrollo económico, constituye parte de un “paquete” sin el cual no puede haber desarrollo. La democracia no puede ser evaluada solo con un criterio instrumental de producir bienestar económico. En otras palabras, Sen sugiere que la democracia es una condición necesaria pero no suficiente para lograr ese desarrollo.

## Citas y referencias
1. ↑   Michael P. Todaro: “Economic Development”. Longman (Londres y New York) 1997 (6th edition) p 687
2. ↑  Sullivan, Arthur; Steven M. Sheffrin (2003). Economics: Principles in action. Upper Saddle River, New Jersey 07458: Prentice Hall. p. 15. ISBN 0-13-063085-3. Archivado desde el original el 20 de diciembre de 2016. Consultado el 24 de febrero de 2021.
3. ↑   Este concepto se puede trazar al Movimiento de Eficiencia de la primera parte del siglo XX en EEUU
4. ↑   en Microeconomía “En general, se logra eficiencia social y económica completa cuando se escogen procesos productivos que maximizan beneficios netos. Beneficios netos son la diferencia entre beneficios (ingresos) totales por la producción y costos totales. cuando ambos son medidos en términos de evaluación social completa.”
 Neva Goodwin, Julie A. Nelson, Frank Ackerman, Thomas Weisskopf: Microeconomics in Context M.E. Sharpe, New York, 2009, p 190
5. ↑   Randy R. Grant y Stanley L.Brue: "The History of Economic Thought".- Thompson - 2007 (7.ª edición)
6. ↑   James Mill (1808) citado por R.R. Grant y S.L. Brue: “The History of Economic Thought”  Thomson (International Edition) 2007, p 130
7. ↑   Por ejemplo, Paul Samuelson ha dicho que los mercados de valores son “microeconómicamente eficientes” pero “macroeconómicamente ineficientes”.- Ver, por ejemplo: JEEMAN JUNG and ROBERT J. SHILLER: SAMUELSON’S DICTUM AND THE STOCK MARKET
8. ↑   Al respecto ver, por ejemplo: Alfred Marshall: Principles of Economics BOOK I, CHAPTER IV
THE ORDER AND AIMS OF ECONOMIC STUDIES, especialmente punto 3 y Charles K. Wilber (revisión de)   Changing Aims in Economics
9. ↑  Daniel W. Bromley: The ideology of efficiency: Searching for a theory of policy analysis
10. ↑   Isabel H Correia: Efficiency and Equity: Is There a Trade-off?
11. ↑   Welfare Economics: Efficiency
12. ↑   Robert Kanigel escribe: “Pero pronto después que Taylor se embarcó en sus experimentos en el corte de metales, comenzó a hacerse una pregunta diferente. No cuanto tiempo toma en completarse un trabajo pero cuanto tiempo debería tomar. Las primeras notas de Taylor eran historia. La nueva pregunta, mirada de forma apropiada, era ciencia.”       en:  Taylor-made.(19th-century efficiency expert Frederick Taylor) p 2
13. ↑   Para una introducción general al área, ver J.G Rodríguez H. y R Salas del M: Justicia social y Redistribución
14. ↑   Esta percepción se puede trazar a Locke, quien consideraba que que la propiedad, la vida y la libertad son derechos naturales de los hombres.
15. ↑    Por ejemplo, Adam Smith argumenta que la mano invisible lleva a una distribución económica que es no solo eficiente pero justa.
16. ↑  Teresa Rojas Rangel: La justicia social desde el liberalismo económico: la perspectiva de Friedrich Hayek Archivado el 17 de julio de 2011 en Wayback Machine.
17. ↑   Por ejemplo: “El mercado obviamente no es perfecta. Algunos son hijos de padres ricos, otros nacen en familias pobres, algunos son feos, otros hermosos. Incluso si se esconde en un orden oculto, el caos del mercado a veces se desvía del camino de la eficiencia. Siempre me sorprende, por ejemplo, que en el mercado  “Le Monde Diplomatique” se vende mejor que mis libros, y las desigualdades sociales que de ese mercado se derivan me molestan. El problema es que la cultura dominante pone en la balanza por un lado un mercado necesariamente imperfecto y un estado ideal en el otro.” y “El enfoque económico de "eficiencia social" se basa en la primacía de las preferencias y valores individuales, juzga la eficacia de los acuerdos sociales sobre la base de los costos y beneficios tal como cada una de esas personas los percibe. El mercado, en esta perspectiva, no es otra cosa que un mecanismo de negociación voluntaria que permite, en un contexto social, conciliar los deseos y las acciones de todas las personas involucradas.”.  Pierre Lemieux: Une économie sans efficacité sociale a-t-elle un sens? Archivado el 11 de septiembre de 2011 en Wayback Machine.
18. ↑   Von Mises propone la “imposibilidad de comparaciones interpersonales de utilidad debido a la falta de una unidad de valor subjetivo)” etc, en su la “Acción Humana” Falta de esa unidad objetiva significan que comparaciones de “utilidad” entre individuos son arbitrarias. -ver J Herbener: Calculation and the Question of Arithmetic p 152
19. ↑   Ver Murray N. Rothbard: The Myth of Efficiency
20. ↑  Para una introducción a una exploración de la temática, ver D Gordon:  Towards a Deconstruccion of Utiliy and Welfare Economics
21. ↑    Pierre Lemieux: Une économie sans efficacité sociale a-t-elle un sens? Archivado el 11 de septiembre de 2011 en Wayback Machine.
22. ↑  PIERRELEMIEUX: The Public Choice Revolution Archivado el 26 de marzo de 2011 en Wayback Machine., página 28: Social Choice Theories
23. ↑  Leland B. Yeager: RIGHTS, CONTRACT, AND UTILITY IN POLICY ESPOUSAL Archivado el 28 de marzo de 2011 en Wayback Machine.
24. ↑   PETER A. DIAMOND: CARDINAL WELFARE, INDIVIDUALISTIC ETHICS, AND INTERPERSONAL COMPARISON OF UTILITY: COMMENT
25. ↑  Armen A. Alchian: The Meaning of Utility Measurement Archivado el 21 de marzo de 2012 en Wayback Machine.
26. ↑   ver Murray N. Rothbard Chapter 8—Production: Entrepreneurship and Change
27. ↑   Para una visión general de esta aproximación, ver Neva Goodwin, Julie A. Nelson, Frank Ackerman, Thomas Weisskopf: Microeconomics in Context M.E. Sharpe, New York, 2009
28. ↑   Kenneth Arrow famosamente propuso: “Esas condiciones tomadas en su conjunto sirven para excluir comparaciones interpersonales de utilidad social ya sea a través de alguna forma de medida directa o por comparación con alguna otra forma de estados sociales alternativos... Consecuentemente, el Teorema 2 puede ser re-propuesto como sigue: Si excluimos la posibilidad de comparaciones de utilidad interpersonales, sigue que la única manera de pasar de gustos individuales a preferencias sociales que será satisfactoria y que será definida para un numero amplio de conjuntos de ordenamientos individuales será ya sea impuesta o dictatorial”  en  “Social Choice and Individual Values The General Possibility Theorem for Social Welfare Functions  sección 4: Re-interpretacion de Teorema de Posibilidad General, p 59.
29. ↑   Para todo esto, ver Yudiesky Cancio Díaz: APUNTES CRÍTICOS SOBRE LAS INTERRELACIONES DIALÉCTICAS ENTRE LA EFICIENCIA Y LAS CATEGORÍAS RELACIONADAS
30. ↑   Ver, por ejemplo: Ian Steedman: "Marx after Sraffa".- Unwin Press (England)  1977.-  ISBN 902308
31. ↑   Por ejemplo: Ha-Joon Chang, quien se declara influido por Hayek, escribe: “En el otro extremo del espectro político esta Karl Marx. Con el colapso del comunismo, la gente ha llegado a considerar a Marx como algo irrelevante, pero esto es incorrecto. No tengo mucho tiempo para la visión utópica de Marx sobre el socialismo, ni su teoría del valor-trabajo, pero su comprensión del capitalismo fue superior en muchos aspectos a las de los autoproclamados defensores del capitalismo. Por ejemplo, cuando los economistas de libre mercado estaban su mayoría opuestos a las sociedades de responsabilidad limitada, Marx la vio como una institución que llevará el capitalismo a otro plano (conduciéndolo finalmente al socialismo, a su erroneo juicio). En mi opinión, 150 años después de que él lo escribió, su análisis de la evolución de la regulación laboral en Gran Bretaña, en el primer volumen de capital, sigue siendo uno de los mejores sobre el tema. Marx también entiende la importancia de la interacción entre las tecnologías (o lo que él llama las fuerzas de producción) y las instituciones (o lo que él llama las relaciones de producción), algo que otras escuelas económicas sólo recientemente han comenzado a dilucidar.” en  Economists Who Have Influenced Me
32. ↑  Para una vision critica de este desarrollo, ver: Anthony de Jasay: Liberalism, Loose or Strict Archivado el 5 de noviembre de 2010 en Wayback Machine.
33. ↑   Este ‘principio de utilidad” es también conocido como el principio del mayor satisfacción o mayor felicidad (“greatest happiness or greatest felicity” en ingles) basado en la frase  “el mayor bien para el mayor número de personas”, que Bentham encontró en la obra de J Priestly “Treatise of Government”  - ver Kerby Anderson Utilitarianism: The Greatest Good for the Greatest Number Archivado el 4 de enero de 2011 en Wayback Machine. (introduccion)
34. ↑  AN INTRODUCTION TO THE PRINCIPLES OF MORALS AND LEGISLATION, Jeremy Bentham, 1789 (“impreso” en 1780, “primera publicacion” en 1789, "corregido por el autor" en 1823.)  Ver Chapter I: Of the Principle of Utility.]
35. ↑  Para una introduccion a la problemática asociada con la medida de las utilidad, ver David Colander: Edgeworth's Hedonimeter and the Quest to Measure Utility. Ver también, por ejemplo: Ken Binmore Interpersonal Comparison of Utility Archivado el 28 de julio de 2011 en Wayback Machine.
36. ↑   John Harsanyi: Cardinal Welfare, Individualistic Ethics and Interpersonal Comparisons of Utility
37. ↑  John Harsanyi -por ejemplo: 1987, “interpersonal utility comparisons," The New Palgrave: A Dictionary of Economics, v. 2, pp. 955–58.- propone que es posible hacer comparaciones de utilidad social en ciertas circunstancias y siempre que los resultados no se exageren. Por ejemplo, alega, podemos concluir legítimamente que el resultado de la quema de Roma por Nerón fue decididamente negativo para la mayoría de los romanos, cualquiera sea la utilidad que Nerón derivó. Amartya Sen -  por ejemplo: 1970 [1984], Collective Choice and Social Welfare. ISBN 0-444-85127-5 Description. Archivado el 1 de mayo de 2011 en Wayback Machine. - agrega que si bien es difícil sostener que podemos medir objetivamente la utilidad que cada individuo deriva de un bien, podemos medir objetivamente el acceso que cualquier individuo tiene a ciertos bienes y servicios que satisfacen necesidades básicas (tales como alimento, medicina, educación, etc) y que sobre esa base se pueden justificar elecciones que maximicen ese acceso.
38. ↑   V Pareto: "Cours d'economie politique", generalmente referido como "Manuel d'econoinie politique" (Paris, I909
39. ↑   Lerner, Abba P. The Economics of Control. New York: Macmillan Co., 1944.- en castellano: Economía del Control. - Fondo de Cultura Económica, 1951.
40. ↑   En este respecto ver, por ejemplo:  Paul Samuelson: The collected scientific papers of Paul A. Samuelson esp p 651
41. ↑   Victor J Vanberg: The Freiburg School: Walter Eucken and Ordoliberalism p 2
42. ↑   EL principio del maximín se puede concebir como una estrategia de elección: Dado una situación en la cual el resultado (beneficio) de mis elecciones o acciones no depende solo de mis actos sino también de los actos de otros, la elección racional es aquella que prometa el mejor resultado entre los peores. Es decir, aquella que me garantice que en el peor de los casos obtendré por lo menos algún beneficio - para un análisis, ver La estrategia Maximín
43. ↑   De acuerdo a Rawls, los individuos escogerían -si es que ignoraran la posición que ellos mismos fueran a ocupar- aquel sistema que minimiza la posibilidad de estar en una situación negativa tanto en relación a la libertad como a la equidad. Por lo tanto, la situación más estable y ética es aquella que maximiza la posibilidad de desarrollar, para cada participante, sus planes de vida. Ver Rawls, J. (1971): A Theory of Justice. Cambridge, Massachusetts: Harvard University Press.  y Rawls, J. (1974): “Some reasons for the maxi-min criterion”. American Economic Review, Papers and Proceedings 64, 141-146.
44. ↑   LOS PRINCIPIOS DE LA JUSTICIA DE JOHN RAWLS
45. ↑   José Francisco Caballero: La Teoría de la Justicia de John Rawls  p 11
46. ↑   osé Francisco Caballero:  La Teoría de la Justicia de John Rawls p 12
47. ↑   Natalia Melgar: ELECCIÓN SOCIAL p 5
48. ↑  Economics, fourth edition, Alain Anderton, p281
49. 1 2   Sen, A. (1993). Los mercados y la libertad: Logros y limitaciones del mecanismo de mercado en la promoción de las libertades individuales. Oxford Economic Papers, 45(4), 519-541.
50. ↑  ALTMAN, Daniel. Managing Globalization. En: Q & Answers con Joseph E. Stiglitz, Columbia University y The International Herald Tribune, 11 de octubre, 2006 05:03AM.
51. ↑  Stiglitz, Joseph E. (Marzo de 1991), The Invisible Hand and Modern Economics. NBER Working Paper No. W3641., National Bureau of Economic Research (NBER)
52. ↑   Barr, N. (2004). Economía del Estado de bienestar. Nueva York, Oxford University Press (EE.UU.).
53. ↑   Arthur M. Okun: Equality and Efficiency: the Big Tradeoff, 1975.
54. ↑    Edgar K. Browning: Estado de Bienestar: El balde que gotea
55. ↑   ver, por ejemplo: History of Benefit-Cost Analysis, Proceedings of the 2006 Cost Benefit Conference
56. ↑   By George M. Guess, Paul G. Farnham (extractos de Cases in Public Policy Analysis
57. ↑    R.G. Lipsey & Kelvin Lancaster (1956-1957). "The General Theory of Second Best," The Review of Economic Studies, 24(1), pp. 11–32. Reprinted in Robert E. Kuenne, ed. (2000), Readings in Social Welfare: Theory and Policy, pp. 48-72.
58. ↑  Para una introducción simplista a las implicaciones del Teorema de Imposibilidad, ver: Paradoja de Arrow. La Imposibilidad de la democracia..-  Para un análisis formal ver Jose A. Moreno P.; Democracia y el Teorema de Imposibilidad de Arrow
59. ↑   Sen introduce -en su “La imposibilidad de un Liberal Paretiano” - Sen argumenta que la teoría económica actual sufre de una contradicción entre crecimiento y justicia debido a la incorporación de conceptos técnicos de equilibrios en la teoría que sustituyeron e ignoraron sus raíces éticas clásicas originales y que llevan a aceptar la eficiencia del mercado como posible o incluso basada en una concepción de libertad sin justicia.  Ver también: Amartya Sen y Damián Salcedo: Bienestar, justicia y mercado esp punto 3: Libertad y concepciones globales, pp 116 y siguientes
60. ↑   Para una introduccion a esta problemática ver Guillermo G. Ruiz Z:  ¿Es posible tomar la Constitución en serio? etc Ver también:  Pedro Schwartz Girón: La democracia en peligro (A modo de réplica a Félix Ovejero Lucas y Victoriano Martín Martín). y Anthony de Jasay: The Best of the Worst: What Price Democracy y Entrevista a Anthony De Jasay
61. ↑   Álvaro Delgado-Gal:  Esto se pone raro (ABC.- Opinión, 14 Ene 2011)
62. ↑  Para una introduccion ver RODRIGO VELIT:  Amartya Sen y la democracia como valor universal, y Yanira Zúñiga A.: SEN, AMARTYA. La démocratie des autres.  Ver también A Sen (1999): La democracia como valor universal Archivado el 19 de noviembre de 2008 en Wayback Machine.